# Alberto Malusci
Alberto Malusci (Pistoia, 23 juni 1972) is een voormalig Italiaans voetballer. Malusci was 27 jaar lang de jongste speler ooit die actief was in een Europacupfinale, tot Matthijs de Ligt dat record in 2017 verbrak.

## Carrière
Malusci werd opgeleid door ACF Fiorentina, waar hij in oktober 1989 debuteerde in het eerste elftal. In zijn eerste seizoen mocht kort invallen tegen Juventus FC in de heenwedstrijd van de finale van de UEFA Cup. In 1993 degradeerde hij met de club naar de Serie B, ondanks de aanwezigheid van onder andere Gabriel Batistuta en Stefan Effenberg in de selectie, maar de club keerde meteen terug naar de Serie A. Malusci bleef uiteindelijk tot 1996 bij Fiorentina en won in zijn afscheidsjaar de Coppa Italia. In zijn periode bij Fiorentina speelde Malusci ook regelmatig voor de Italiaanse beloften, met wie hij in 1992 het EK –21 won.
Na zeven seizoenen in het eerste elftal van Fiorentina trok Malusci naar Olympique Marseille, dat pas weer naar de Ligue 1 was gepromoveerd nadat het administratief was teruggezet vanwege een omkoopschandaal. Hij vormde er een centraal verdedigersduo met zijn landgenoot Ivan Franceschini. Malusci speelde in het seizoen 1996/97 27 van de 38 competitiewedstrijden, maar toen hij niet in de plannen van de nieuwe trainer Rolland Courbis paste werd hij uitgeleend aan de Italiaanse tweedeklasser US Foggia. Malusci keerde uiteindelijk helemaal niet meer terug naar Marseille en droeg vervolgens achtereenvolgens het shirt van US Lecce en Catania.
In november 2003 tekende hij een contract tot het einde van het seizoen bij de Belgische eersteklasser RAEC Bergen, waar met de Italiaan Sergio Brio een landgenoot aan het roer stond. Op het einde van het seizoen stapte hij over naar het pas naar Eerste klasse gepromoveerde FC Brussels. Nadat hij daar op een zijspoor was beland, werd hij nog even uitgeleend aan zijn ex-club Bergen. Daarna keerde hij terug naar Italië, waar hij in de lagere divisies ging spelen.

## Erelijst
| Competitie     |                |                |                |                |
| Competitie     | Aantal         | Jaren          |                |                |
| ACF Fiorentina | ACF Fiorentina | ACF Fiorentina | ACF Fiorentina | ACF Fiorentina |
| -------------- | -------------- | -------------- | -------------- | -------------- |
| Serie B        | 1x             | 1993/94        |                |                |
| Coppa Italia   | 1x             | 1995/96        |                |                |
| Italië –21     |                |                |                |                |
| EK onder 21    | 1x             | 1992           |                |                |

## Trivia
- Malusci was jarenlang de jongste speler ooit in een Europese finale: hij was 17 jaar en 313 dagen toen hij op 2 mei 1990 inviel in de UEFA Cup-finale tegen Juventus FC. Pas 27 jaar later, op 24 mei 2017, verbrak Matthijs de Ligt (17 jaar en 285 dagen) dat record toen hij met AFC Ajax de Europa League-finale speelde tegen Manchester United.